# Schwinn Bicycle Company
Schwinn Bicycle Company est un fabricant et une marque de bicyclette américaine, fondée en 1895 à Chicago par l'ingénieur en mécanique d'origine allemande Ignaz Schwinn. Elle est devenue la plus importante marque de bicyclette aux États-Unis pendant une grande partie du vingtième siècle. C'est aujourd'hui une sous marque de Pacific Cycle, détenue par le conglomérat Dorel Industries.
La famille Schwinn est intronisée au Temple de la renommée du cyclisme américain en 1999.

## Historique

### Création et premières difficultés
Ignaz Schwinn est né à Hardheim (Bade-Wurtemberg), en Allemagne en 1860, et travaille sur les tout premiers modèles de bicyclette qui apparaissent alors en Allemagne. Il émigre aux États-Unis en 1891, et il fonde l'entreprise Arnold, Schwinn & Company en 1895 à Chicago, avec le soutien financier de son compatriote allemand Adolph Frederick William Arnold. La création de l'entreprise coïncide avec un intérêt renouvelé pour la bicyclette aux États-Unis, et Chicago devient le centre de l'industrie américaine du cycle, avec une trentaine d'usines produisant plusieurs milliers de bicyclettes par jour. La production américaine de bicyclettes monte jusqu'à un million d'unités par an au début des années 1900.
La période d'euphorie des ventes de bicyclette se termine rapidement, les voitures et les motos remplaçant les vélos comme moyen de déplacement. En 1905, les ventes annuelles de vélos ayant baissé de 25 % par rapport à 1900, de nombreuses petites entreprises sont rachetées ou font faillite. Seulement douze fabricants subsistent à Chicago, avec une forte compétition pour obtenir des contrats avec les grands magasins, les principaux distributeurs de vélos à cette époque. Ignaz Schwinn rachète plusieurs petits fabricants de bicyclettes, et construit à Chicago une usine moderne pour une production de masse, permettant de réduire les coûts unitaires. Il se lance dans la motocyclette, et rachète Excelsior Motor Manufacturing & Supply Company en 1912, et en 1917 Henderson Motorcycle, pour former Excelsior-Henderson (en). La division motocyclette de Schwinn est une réussite et devient le troisième fabricant derrière Indian et Harley-Davidson .

### L'entre deux-guerres

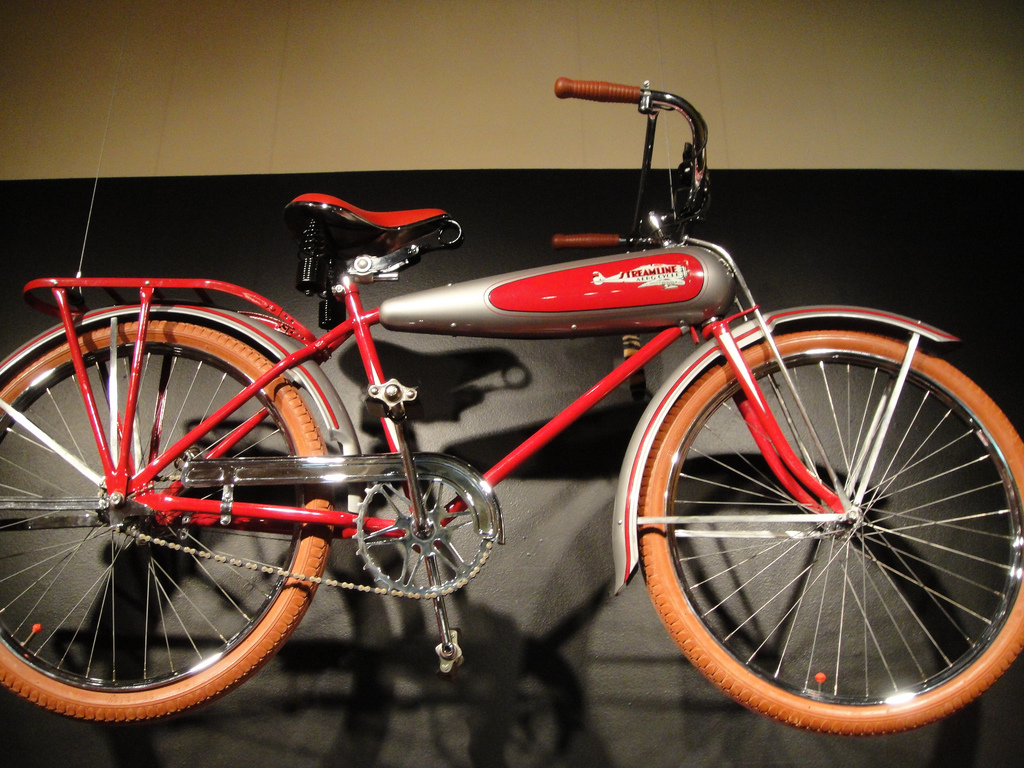
Un cruiser AeroCycle au Longmont Museum & Cultural Center.

À la fin des années 1920, la Grande Dépression détruit une grande partie de l'industrie de la motocyclette. Schwinn peine à trouve des acheteurs pour Excelsior-Henderson, et la marque est définitivement arrêtée en 1931. Arnold, Schwinn, & Co. est proche de la faillite.
Le fils d'Ignaz Schwinn, Frank W. Schwinn prend la direction de l'entreprise, et réoriente l'entreprise vers la bicyclette. Il réussit à développer un modèle à bas coût, bien adapté au marché. Il voyage en Europe pour trouver des idées de nouveaux développements, et introduit en 1933 le Schwinn B-10E Motorbike, un modèle pour enfants/adolescents, qui imite l'allure d'une motocyclette. L'entreprise améliore le modèle en 1934 et le renomme Aerocycle ,. Pour ce modèle Frank Schwin persuade American Rubber Company de fabriquer des pneus ballon 26 x 2.125 (au lieu des pneus 28 x 1½ courants à l'époque), il ajoute des garde-boues profilés, une imitation de réservoir de moto, un phare avant chromé, et une sonnette ,. L'Aerocycle devient finalement connu sous le nom de paperboy bike ou cruiser, et devient rapidement un classique, imité par les autres industriels du secteur.

### Domination du marché américain

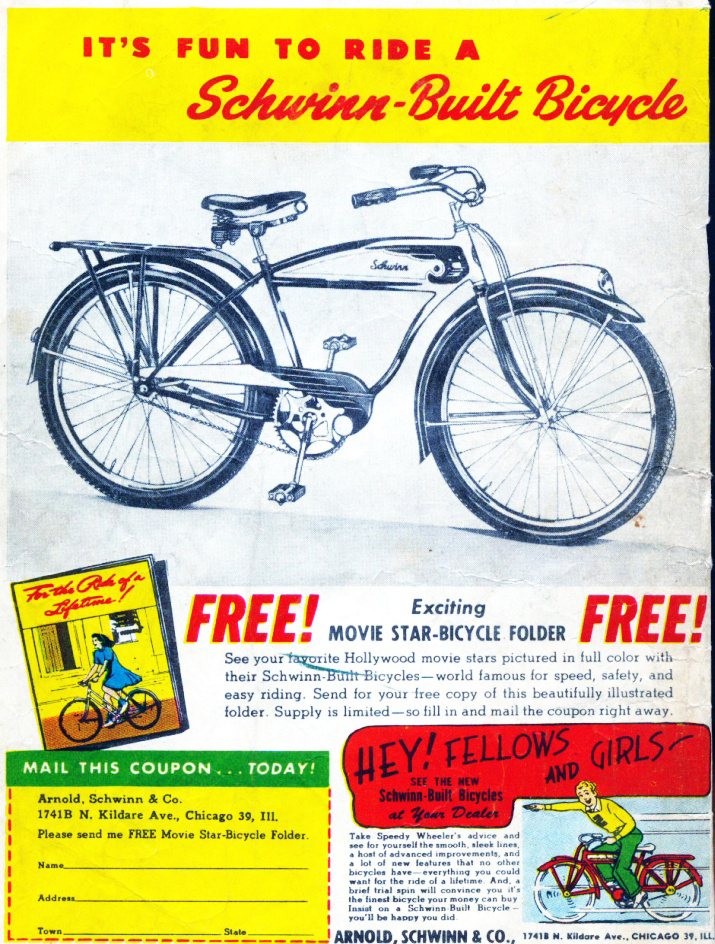
Publicité de 1946 pour Schwinn.

En 1946, les importations de bicyclettes provenant d'Europe sont multipliées par 10, pour un total de 46 840 unités, 95 % venant de Grande-Bretagne. Ces vélos d'importation, essentiellement des vélos hollandais à 3 vitesses, typés sport, trouve sa cible sur le marché américain, les clients recherchant des vélos à vocation sportive ou de loisir . Bien que plus lourd que les modèles de vélo de course européens, ces vélos sont très bien accueillis par les clients Américains, car bien plus légers que les modèles produits par Schwinn et les autres constructeurs nord-américains. Les importations venant de Grande-Bretagne continuent d'augmenter, jusqu'au début des années 1950. Schwinn répond à cette demande en produisant un modèle équivalent, mais avec des pneus et des roues plus larges .
Vers 1950, Schwinn décide de faire grandir l'entreprise. La plupart des fabricants de bicyclettes aux États-Unis à l'époque vendent en gros aux grands magasins, qui les vendent sous leur propre marque. Schwinn choisit une stratégie différente, et décide de vendre sous son propre nom, en éliminant les marques de distributeur, à l'exception des bicyclettes Goodrich, vendues dans les magasins de pneus. En échange de la présence obligatoire du nom Schwinn, les distributeurs conservent le droit de redistribuer les vélos à tout magasin qui les commande. En 1952, Frank Schwinn crée une nouvelle équipe de direction pour mener cette nouvelle stratégie commerciale, avec Ray Burch comme directeur marketing, Bill Stoeffhaas general manager, et Al Fritz comme responsable du design. Les revendeurs de bicyclettes sont démarchés de manière agressive, les persuadant de faire de Schwinn leur marque principale, sinon exclusive. Pendant les années 1950, les ventes ne progressent que modérément, le gros du marché étant les vélos pour enfants et adolescents. Les ventes en 1960 aux États-Unis tous fabricants confondus atteignent tout juste 4.4 million, soit une progression modérée depuis le million de ventes de l'année 1900 . La part de marché de Schwinn augmente toutefois, et atteint le million d'unités annuelles vers 1960.
Parallèlement à cette stratégie commerciale, Schwinn se lance avec d'autres constructeurs américains dans une campagne pour augmenter les droits de douane sur les bicyclettes importées . En août 1955, l'administration Eisenhower impose une taxe de 22,5 % sur trois des quatre catégories de bicyclette. Toutefois, la catégorie des vélos légers, typés course, la plus prisée chez les adultes, n'est augmentée que de 11,25 % . L'administration remarque que l'industrie américaine ne propose pas de concurrence directe dans cette catégorie, les vélos européens n'offrant qu'une compétition indirecte aux cruiser américains. La part des vélos d'importation tombe alors à 28,5 % du marché, et reste sous les 30 % jusqu'en 1964 . Malgré les taxes, le seul changement dans les importations est le déclin des bicyclettes importées de Grande-Bretagne, au profit de modèles venant d'Allemagne ou des Pays-Bas.

### Jugement anti-trust
À la fin des années 1950, les pratiques marketing d'exclusivité permettent à Scwhinn de jouir d'une position dominante dans le marché de la bicyclette aux États-Unis . Schwinn renforce son réseau de distribution, en se recentrant sur les plus gros revendeurs, et réduit le nombre de distributeurs agréés, de 15 000 en 1950, à seulement 2000 à la fin des années 1960 . Les magasins sont alors dans l'obligation de distribuer uniquement des bicyclettes Schwinn. L'entreprise contrôle également l'emplacement et l'agencement des magasins, et aide ses revendeurs à mettre en place un service de réparation, en particulier pour le complexe moyeu Sturmy-Archer à 3 vitesses . Afin d'éviter la compétition entre ses propres revendeurs, Schwinn les aide en divisant et répartissant le marché national .
Ces pratiques entrainent une plainte du département de la Justice des États-Unis en 1957 pour pratique anticoncurrentielle . Une bataille judiciaire de 10 ans voit la plupart des pratiques de Schwinn maintenues, en particulier le maintien des services de réparation chez les revendeurs. Toutefois, dans un jugement de 1967, U.S. v. Arnold, Schwinn & Co., la cour suprême des États-Unis juge Schwinn coupable de pratiques anticoncurrentielles pour avoir empêché les distributeurs de fournir les magasins non agréés Schwinn . Bien que la décision fut annulée par des jugements ultérieurs, Schwinn arrête de travailler avec des magasins indépendants par exclusivité, et construit quatre entrepôts régionaux, à partir desquels les bicyclettes sont envoyées aux différents magasins. Ce nouveau système de distribution coûte plusieurs millions de dollars à mettre en place, à une époque de compétition croissante avec les fabricants étrangers . Ce système rend également plus difficile le retour des clients sur les problèmes de construction et d'assemblage.

### Marché des vélos pour enfants

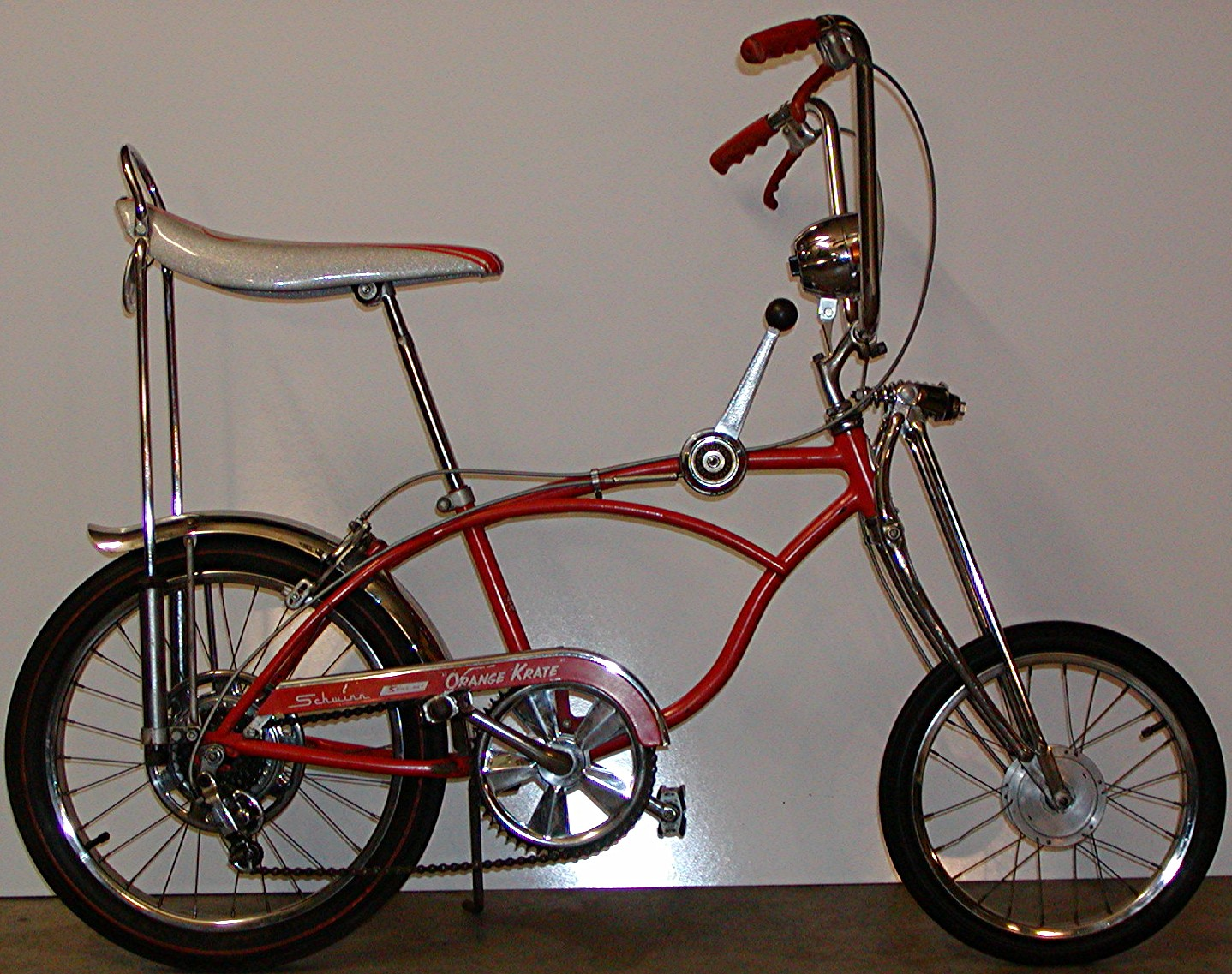
Schwinn Sting-Ray Orange Crate 5 vitesses de 1968

Pendant les années 1960, Schwinn développe une politique commerciale agressive pour conserver et augmenter sa domination du marché des vélos pour enfants. La société passe de nombreuses publicités à la télévision et sponsorise dès 1958 l'émission de télévision pour enfants Captain Kangaroo. Le présentateur lui-même est mis à contribution par Schwinn pour promouvoir la marque lors de l'émission, typiquement destinée à un public d'enfants de moins de 7 ans . En 1971, le gouvernement des États-Unis s'oppose aux pratiques marketing de Schwinn, et l'entreprise altère le format de l'émission en introduisant un nouveau personnage « Mr. Schwinn Dealer » .
En 1963, Al Fritz, le responsable du design à Schwinn s'intéresse à une tendance adolescente née en Californie consistant à adapter des accessoires de moto, particulièrement des modèles de Bobbers et de Choppers, à des bicyclettes. Cela concerne en particulier une selle dite « banane » de par sa forme, et un guidon très haut et relevé, et de petites roues . Fritz conçoit alors un vélo suivant ces tendances, et destiné à être produit massivement. C'est le projet J-38, sorti commercialement sous le nom de Sting-Ray en juin 1963, et qui donne naissance à un nouveau type de vélo, les wheelie Bikes ,,,. Les ventes sont au départ lentes, dues à la réticence des parents, mais avec l'effet de mode, le succès du modèle est assuré. En 1965, d'autres constructeurs américains et étrangers proposent une copie du Sting-Ray.

### Marché du vélo de route

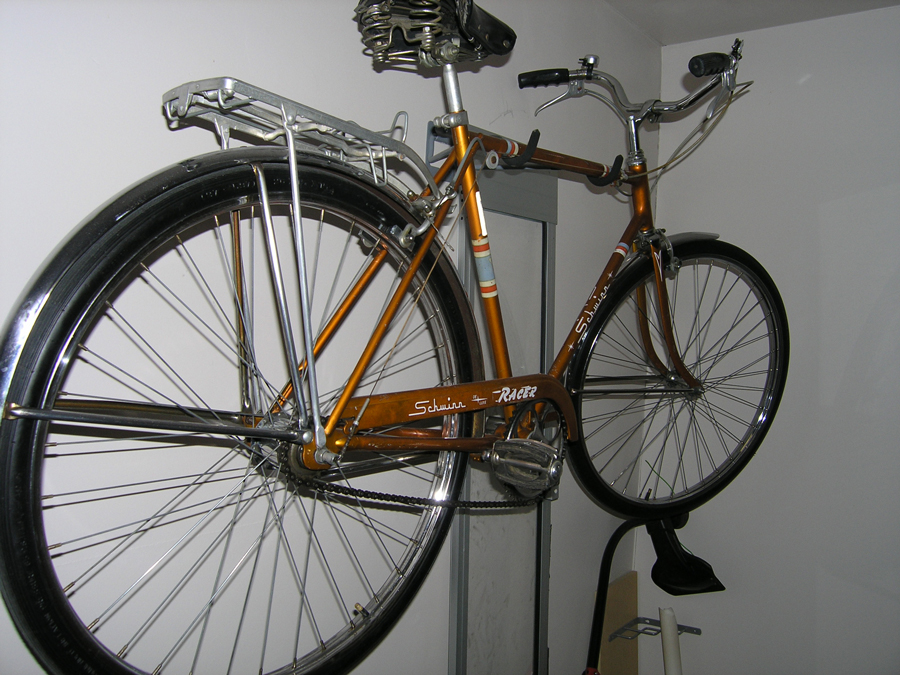
1966 Schwinn Racer Deluxe couleur coppertone

Les années 1960 sont aussi l'émergence de l'intérêt des Américains pour les modèles de vélo de course importés d'Europe, et équipés de dérailleurs à 10 vitesses. Schwinn répond à cette demande en développant deux lignes de produits orientés « sport ».
L'une était déjà présente dans le catalogue, la série limitée de haut de gamme « Paramount ». Cette bicyclette-ci est équipée d'un cadre en acier léger et de bonne qualité, utilisant des tubes en Reynolds 531 renforcés à chaque extrémité, des composants de qualité venant d'Europe, en particulier un dérailleur, moyeu et cassette Campagnolo.
La deuxième ligne de produit est dédiée à une production de masse et s'articule autour des modèles Varsity et Continental, équipés de dérailleur 10 vitesses, et conçus pour ressembler aux vélos de course venant d'Europe, mais n'atteignent pas leur performance. D'autres modèles sont introduits par Schwinn au cours des années 1960, comme le Superior, Sierra, et le Super Continental, mais ne sont produits que quelques années, tandis que le Continental et le Varsity se vendent en grand nombre jusqu'au début des années 1970. Ces deux modèles sont alors obsolètes, étant bien plus lourds et sans nervosité en comparaison des modèles venant de Grande-Bretagne, France, Italie, et de plus en plus, du Japon.
Vers 1975, le marché américain se tourne clairement vers les marques japonaises et européennes. Ces dernières sont engagées dans le sponsoring de courses cyclistes, et leurs produits s'inspirent visuellement des vélos de courses professionnels, à défaut de proposer le même équipement. Un exemple est Peugeot, qui gagne plusieurs tours de France avec des vélos de course dont les cadres sont parfois construits par des petits artisans tournés vers la performance, comme Masi, mais repeints aux couleurs Peugeot.
Schwinn souffre fortement de cette concurrence, en particulier japonaise, qui maitrise parfaitement les composants, et propose des vélos plus légers et performants.

## Influences et innovations

### Innovations techniques
Schwinn est en pointe sur les innovations technologiques pendant la période de l'entre-deux-guerres. L'entreprise développe en particulier les garde-boues dans les années 1920 . Bon nombre de ses apports viennent de l'idée de faire ressembler la bicyclette à une motocyclette, de par la forme du cadre, du guidon ou par la transposition d'accessoires. Le principal apport de Schwinn reste l'invention d'un nouveau type de bicyclette, le cruiser, qui devient typique de la marque, et l'icône des bicyclettes américaines.
Schwinn est également reconnu pour son utilisation des pneus ballons, des pneus de grosse section amortissant les chocs et particulièrement confortables, ou son utilisation des freins à rétropédalage . En 1937, Schwinn introduit des modèles à freins à tambour arrière et avant . Ces modèles seront recherchés par les inventeurs du vélo tout-terrain, notamment lors des Repacks. Toujours porté par l'idée de l'imitation de la moto, l'introduction en 1963 du Sting-Ray est une innovation qui sera reprise par de nombreux concurrents, mais au succès éphémère.
À partir des années 1970, Schwinn semble perdre cette capacité d'innovation, et est perçue comme une marque âgée, produisant des vélos lourds et inadaptés aux demandes de la clientèle . Schwinn rate en particulier le virage du cyclisme sportif, avec le vélo de route dans les années 1970, et le vélo tout-terrain dans les années 1980 .

### Naissance du vélo tout terrain
Schwinn a eu involontairement une grande importance pour la naissance du vélo tout terrain. Les premiers constructeurs de VTT dans les années 1970, Joe Breeze et Gary Fisher ont commencé à rouler sur des cruiser Schwinn modifiés , avant de construire leurs propres modèles de cadre, directement inspirés des Schwinns de l'entre-deux-guerres, et en particulier le modèle Excelsior .
Le département marketing de Schwinn ne prend pas au sérieux les premiers modèles de vélo tout-terrain, pensant que c'est une mode qui ne durera pas . L'entreprise propose sans conviction en 1978 un modèle basé sur les expérimentations des pionniers, baptisé le Klunker 5, avec un dérailleur 5 vitesses et des pneus à crampon. Peu de marketing est fait sur le modèle, et il n'est pas présent dans le catalogue de la marque. Il est arrêté en 1979.
Schwinn est parmi les premiers constructeurs à investir le marché du VTT de masse en 1982 . L'entreprise développe ses propres modèles de VTT, le King Sting et le Sidewinder, mais ces modèles ne sont pas vraiment adaptés à la pratique du tout-terrain, notamment les freins, le guidon, les développements, et Schwinn rate finalement le virage du VTT ,. Des entreprises comme Specialized ou Fisher MountainBikes de Gary Fisher proposent des modèles plus adaptés, et obtiennent un vrai succès dans un marché qui devient rapidement considérable .

## Modèles

### Modèles historiques
- 1933 : Schwinn B-10E
- 1935 : Aerocycle
- 1936 : Schwinn “Excelsior” Autocycle
- 1939 : cycle truck (un vélo cargo)
- 1949 : Schwinn Black Phantom
- 1960 : Varsity
- 1963 : Sting-Ray

### Modèles actuels
Schwinn propose essentiellement sa spécialité, les cruiser, mais également des gammes plus modernes de vélo hybride, de vélo électrique, de vélo pour enfants, ainsi qu'une gamme de vélo tout terrain et de vélo de route à bas coût.